# Rojo (film)
Pour les articles homonymes, voir Rojo.
Pour plus de détails, voir Fiche technique et Distribution.
Rojo est un thriller dramatique réalisé par Benjamin Naishtat et sorti en 2018.

## Synopsis
L'action se situe en Argentine, quelques mois avant la junte de 1976, alors qu'il arrive que des familles entières disparaissent de leur quartier. Claudio, avocat et notable de province, connaît une altercation avec un inconnu qu'il humilie dans un restaurant et qui vire au drame plus tard dans la soirée.  
Quelques mois plus tard, alors que Claudio a fait en sorte d'étouffer l'affaire, la situation sociale et politique dans le pays devient de plus en plus étouffante et une série d'événements va progressivement rattraper Claudio. 

## Fiche technique
- Titre original : Rojo
- Réalisation : Benjamin Naishtat
- Scénario : Benjamin Naishtat
- Décors : Julieta Dolinsky et Germán Naglieri
- Costumes :
- Photographie : Pedro Sotero
- Montage : Andrés Quaranta
- Musique : Vincent van Warmerdam
- Producteur : Federico Eibuszyc, Barbara Sarasola-Day, Rachel Ellis, Emmanuel Chaumet, Ingmar Trost, Marleen Slot, Dan Wechsler et Jamal Zeinal Zade
- Sociétés de production : Pucara Cine, Desvia, Ecce Films, Bord Cadre Films et INCAA
- Société de distribution : Condor Distribution
- Pays d'origine :  Argentine,  Brésil,  France,  Allemagne et  Pays-Bas
- Langue originale : espagnol
- Format : couleur
- Genre : Thriller dramatique
- Durée : 109 minutes
- Dates de sortie :
  - Canada : 10 septembre 2018 (Toronto)
  - Allemagne : 30 septembre 2018 (Hambourg)
  - France : 11 octobre 2018 (Bordeaux) ; 3 juillet 2019 (en salles)
  - Argentine : 26 octobre 2018
  - Brésil : 2 novembre 2018 (Rio de Janeiro)
  - Pays-Bas : 24 janvier 2019 (Rotterdam)

## Distribution
- Darío Grandinetti : Claudio
- Andrea Frigerio : Susana
- Alfredo Castro : Détective Sinclair
- Laura Grandinetti : Paula
- Diego Cremonesi : l'inconnu
- Susana Pampin : la professeur de musique
- Claudio Martínez Bel : Vivas
- Rudy Chenicoff

## Accueil

### Critique
En France, le site Allociné recense une moyenne des critiques presse de 3,4/5.
Pour Libération, Rojo est "un thriller burlesque ponctué de scènes superbes", qui surprend par sa forme mêlant "hommage léché aux polars des années 70 (un peu trop appuyé) et embardées scénaristiques ménageant des séquences assez folles". Pour Le Monde, Rojo est "un polar ambitieux qui emprunte à la grammaire du grand cinéma paranoïaque des années 1970". Pour Paris Match, le réalisateur Benjamin Naishtat "laisse une large part d'interprétation au spectateur qui doit déchiffrer le puzzle et établir le lien entre des scènes en apparence déconnectées mais qui finissent par créer une tension de plus en plus palpable". Dans l'émission Le Masque et la Plume, Danièle Heymann fait de Rojo son conseil lors de sa dernière émission avant sa mort, qualifiant Rojo de "thriller social, politique et humain formidable", et Xavier Le Herpeur renchérit en instant sur l'écriture et la mise en scène "remarquables". 

## Distinctions

### Récompenses
- Festival international du film de Saint-Sébastien 2018 : Coquille d'argent du meilleur réalisateur pour Benjamín Naishtat et Coquille d'argent du meilleur acteur pour Darío Grandinetti[6]
- 13e cérémonie du Prix Sud : Meilleur film, meilleur réalisateur, meilleur acteur, meilleur scénario original, meilleur montage et meilleur son[7]

### Sélections
- Festival international du film de Toronto 2018 : sélection en section Platform
- Festival international du film policier de Beaune 2019 : sélection en compétition